# Marcel Oberweis
Marcel Oberweis (Dudelange, 9 april 1949) is een Luxemburgs politicus voor de CSV.
Oberweis is afgestudeerd als ingenieur en is een milieuwetenschapper.
Sinds 1994 zit hij in de gemeenteraad van Steinsel en hij is sinds 3 augustus 2004 lid van de Kamer van Afgevaardigden als gedeputeerde van het Kiesdistrict Centre. In 2009 werd hij herkozen.
Oberweis is sinds 2005 lid van het Benelux-parlement. Hij volgde per 15 december 2012 de Nederlander Jack Biskop op als voorzitter. en was voorzitter van dit parlement in de jaren 2013 en 2014.